# L'Aventure Layton : Katrielle et la Conspiration des millionnaires
L'Aventure Layton : Katrielle et la Conspiration des millionnaires est un jeu vidéo d'aventure de type pointer-et-cliquer (point 'n' click) et de réflexion, 7e opus de la série Professeur Layton, développé et édité par Level-5. Il est sorti le 20 juillet 2017 sur les systèmes d'exploitation mobile Apple iOS, Android, et sur la console portable Nintendo 3DS au Japon, puis le 6 octobre 2017 sur Nintendo 3DS dans le reste du monde,,. Une version Nintendo Switch est ensuite sortie en 2018 au Japon et en 2019 dans le reste du monde.

## Système de jeu
Dans L'Aventure Layton, le joueur incarne Katrielle Layton, la fille du Professeur Layton (qui n'apparaît pas dans le jeu), principal protagoniste de la série de jeux du même nom,, qui ouvre son cabinet de détective à Londres, où elle doit s'efforcer de se faire un nom dans un milieu où son père est si connu.
Le jeu reprend les principes caractéristiques de la série Professeur Layton. Les personnages doivent répondre à plusieurs énigmes au fur et à mesure qu'ils avancent dans l'histoire, résolvant certains mystères de l'intrigue. L'Aventure Layton s'en distingue toutefois par la structure de son scénario : au lieu d'être continue et divisée en chapitres, l'intrigue se compose de 12 affaires différentes avec une thématique commune.

## Développement

### Histoire
L'Aventure Layton est annoncé en juillet 2016 sous le titre temporaire Lady Layton: The Millionaire Ariadone's Conspiracy. Le titre anglophone est changé pour Layton's Mystery Journey en avril 2017.

### Équipe de développement
- Responsable des énigmes : Kuniaki Iwanami
- Producteur : Akihiro Hino
- Designer personnages : Takuzo Nagano
- Compositeur : Tomohito Nishiura[7]

Il s'agit du premier épisode de la série principale où Akira Tago, concepteur traditionnel des énigmes des jeux, n'a pas été impliqué. Il est en effet mort le 6 mars 2016.
Les scènes cinématiques ont été animées par le studio A-1 Pictures.

## Voix françaises
- Fily Keita : Katrielle Layton
- Cédric Dumond : Sherl O.C. Kholmes
- Benjamin Bollen : Oliver Marchence
- Sylvain Lemarié : Inspecteur Musot, Ambassadeur Depointe, Lord Adamas
- Laurence Bréheret : Emilia Perfetti
- Marie Chevalot : Tamisa Lendsor, Mme Charlotte de Manton-Grasset, Rose Hersole
- Bernard Bollet : Hugues O. Perette, inspecteur principal Royal Britannias
- Cyrille Monge : Prosper Duprais, capitaine Midas Pullman
- Stéphane Ronchewski : Maxence Dezafer, Ratman, Tab Lloyd
- ? : Driss Lamar
- Thierry Kazazian : Rémi Roquois, Jean Pignon, Dr Eugène Hétissien